# Henriette Bichonnier

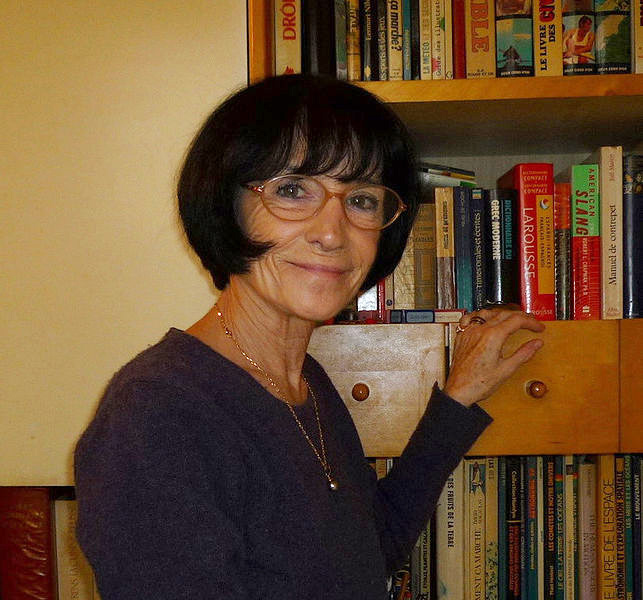
Henriette Bichonnier a casa sua, novembre 2009

Henriette Bichonnier (Clermont-Ferrand, 27 giugno 1943 – Parigi, 20 gennaio 2018) è stata una scrittrice, giornalista e fumettista francese autrice di favole e di romanzi per ragazzi.

## Biografia
Henriette Bichonnier era di padre francese (Lione) e di madre italiana (Revere). Alcuni membri della famiglia si trasferirono in Francia nel 1921, dove si sistemarono definitivamente, mentre gli altri rimasero nei pressi di Modena e Bologna.
La futura scrittrice trascorse la sua infanzia in campagna, nel podere della nonna francese a Beaujolais, e nell'antica casa di famiglia della pianura di Forez, nei pressi di Saint-Étienne. La sua infanzia felice e spensierata, gli amici contadini, la natura, il bestiame delle case coloniche, saranno la principale fonte di ispirazione per i suoi libri. I racconti della nonna italiana le ispirarono la favola Il Dragone Puzzone. Molto affezionata ad una zia di Mirandola, l'autrice si recava così tante volte in Italia al punto da trovare familiare questo paese al pari della Francia. Laureata in letteratura all'università di Lione, insegnò per pochi mesi al liceo di Saint-Étienne, poi si trasferì a Parigi nel 1969, dove iniziò il suo rapporto con il mondo dell'editoria per i ragazzi e con quello della stampa femminista. Dal 1971 scrisse un centinaio di libri per ragazzi.

## Opere
- La scimmia e le sciarpe, AMZ Milano, 1972
- La mucca curiosa, AMZ Milano, 1973
- Avventura in cucina, AMZ Milano, 1973
- Nel paese dei colori, Piccoli, 1985
- La topina senza paura, Piccoli, 1985
- Il porcellino che si metteva le dita nel naso, Piccoli, 1985
- I coniglietti birboni, Piccoli, 1985
- Camilla e la matita magica, Einaudi Scuola, 1986
- Martina e gran capriccio, Piccoli, 1992
- La deliziosa automobile, Il Capitello, 1993
- Il mostro peloso, Edizioni EL, 1985
- Pizzicami pizzicamè e la strega, Edizioni EL, 1987
- La bellezza del re, Edizioni EL, 1986
- Storie per ridere, Einaudi Ragazzi, 1996
- Pinguini nei guai, Edizioni EL, 1998
- Storie da ridere, Edizioni EL, 1998
- La piccola principessa in collera, Emme Edizioni, 2004
- Il ritorno del mostro peloso, Edizioni EL, 2000
- Amina salterina, Einaudi Scuola, 2001
- Lamponi, Edizioni EL, 1998
- Il dragone puzzone, Edizioni EL, 2007